# Мус-Уилсон-Род
Мус-Уилсон-Род (англ. Moose Wilson Road) — статистически обособленная местность, расположенная в округе Титон (штат Вайоминг, США) с населением в 1439 человек по статистическим данным переписи 2000 года.

## География
По данным Бюро переписи населения США, статистически обособленная местность Мус-Уилсон-Род имеет общую площадь в 17,87 квадратных километров, из которых 17,35 кв. километров занимает земля и 0,52 кв. километров — вода. Площадь водных ресурсов округа составляет 2,91 % от всей его площади.
Статистически обособленная местность Мус-Уилсон-Род расположена на высоте 1888 метров над уровнем моря.

## Демография
По данным переписи населения 2000 года, в Мус-Уилсон-Роде проживало 1439 человек, 351 семья, насчитывалось 625 домашних хозяйств и 1183 жилых дома. Средняя плотность населения составляла около 82,7 человек на один квадратный километр. Расовый состав Мус-Уилсон-Рода по данным переписи распределился следующим образом: 96,94 % белых, 0,28 % — коренных американцев, 0,35 % — азиатов, 1,04 % — представителей смешанных рас, 1,18 % — других народностей. Испаноговорящие составили 2,02 % от всех жителей статистически обособленной местности.
Из 625 домашних хозяйств в 24,6 % — воспитывали детей в возрасте до 18 лет, 50,6 % представляли собой совместно проживающие супружеские пары, в 3,8 % семей женщины проживали без мужей, 43,7 % не имели семей. 28,0 % от общего числа семей на момент переписи жили самостоятельно, при этом 2,4 % составили одинокие пожилые люди в возрасте 65 лет и старше. Средний размер домашнего хозяйства составил 2,30 человек, а средний размер семьи — 2,79 человек.
Население статистически обособленной местности по возрастному диапазону по данным переписи 2000 года распределилось следующим образом: 19,1 % — жители младше 18 лет, 6,5 % — между 18 и 24 годами, 34,3 % — от 25 до 44 лет, 32,7 % — от 45 до 64 лет и 7,4 % — в возрасте 65 лет и старше. Средний возраст жителей составил 39 лет. На каждые 100 женщин в Мус-Уилсон-Роде приходилось 111,9 мужчин, при этом на каждые сто женщин 18 лет и старше приходилось 115,6 мужчин также старше 18 лет.
Средний доход на одно домашнее хозяйство в статистически обособленной местности составил 56 842 доллара США, а средний доход на одну семью — 114 552 доллара. При этом мужчины имели средний доход в 43 750 долларов США в год против 35 938 долларов среднегодового дохода у женщин. Доход на душу населения в статистически обособленной местности составил 71 291 доллар в год. 2,0 % от всего числа семей в округе и 5,5 % от всей численности населения находилось на момент переписи населения за чертой бедности, при этом 3,2 % из них были моложе 18 лет.